# قناة (معبر مائي)

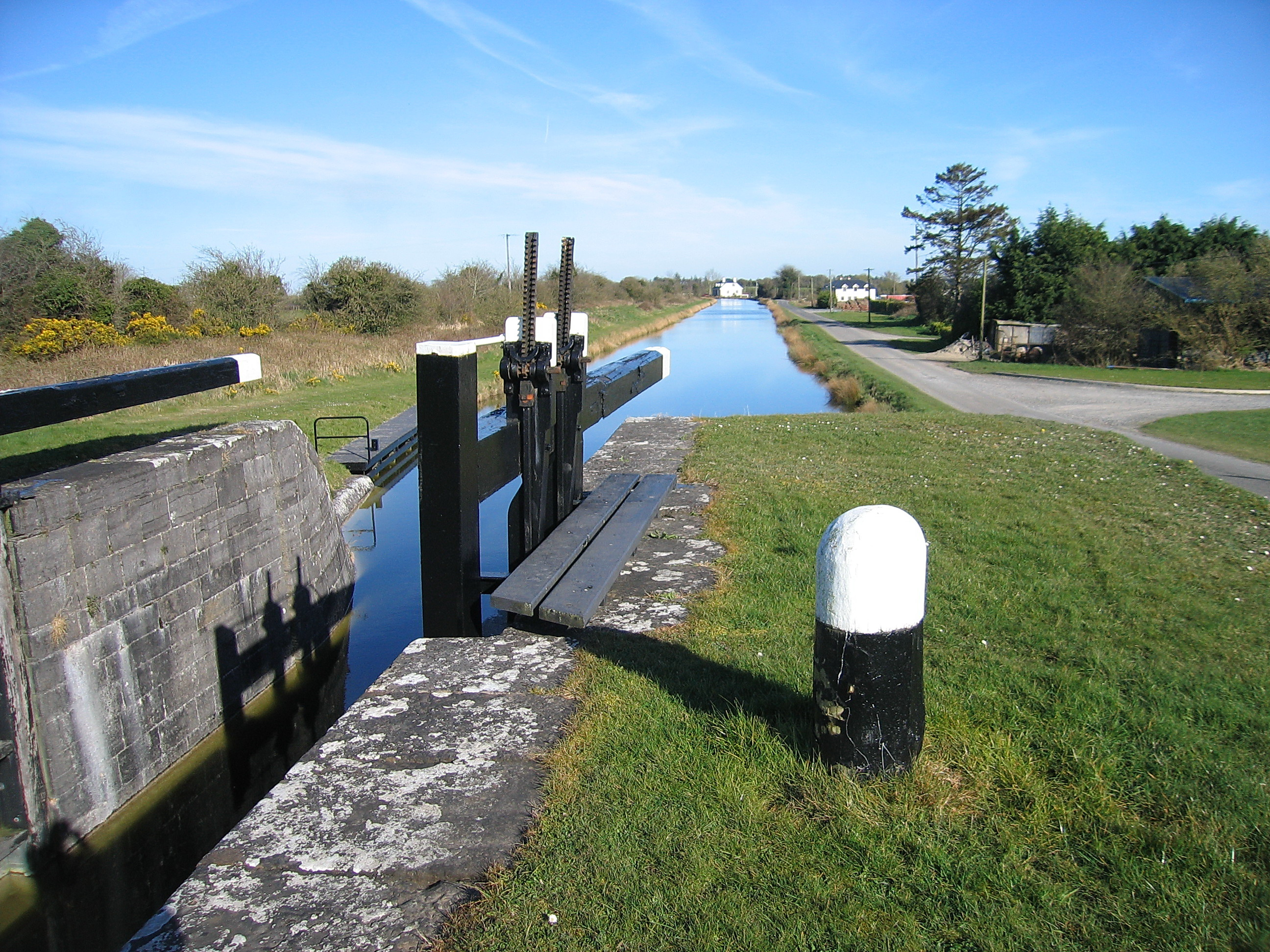
قناة مائية, إيرلندا

القنوات عبارة عن ممرات مائية أو ممرات مائية اصطناعية لنقل المياه أو لخدمة مركبات النقل المائي. قد تُساعد أيضًا في الري. يُمكن اعتبارها كنسخة اصطناعية من النهر.
تشتمل الأعمال الهندسية على سلسلة من السدود والأهوسة في معظم الحالات، والتي تنشئ خزانات للتدفق الحالي منخفض السرعة. يُشار إلى هذه الخزانات باسم مناسيب المياه الراكدة، وغالبًا ما تُسمى بالمناسيب فقط.
تُعرف القناة أيضًا باسم الملاحة عندما توازى نهرًا وتتقاسم جزءًا من مياهه وحوض التصريف، وتستفيد من مواردها عن طريق بناء السدود والأهوسة لزيادة وإطالة امتدادات مناسيب المياه الراكدة أثناء البقاء في واديها.
تتقاطع القناة مع قناة صرف متفرعة فوق سلسلة من التلال في المقابل، ما يتطلب مصدر مياه خارجيًا فوق أعلى ارتفاع عمومًا.
تُبنى العديد من القنوات على ارتفاعات شاهقة فوق الوديان وغيرها من ممرات المياه التي تعبر أسفلها.
يُمكن للقنوات ذات مصادر المياه الموجودة على مستوى أعلى إيصال المياه إلى مكان مقصود، مثل: مدينة تحتاج إلى المياه. كانت قنوات الإمبراطورية الرومانية مثل قنوات إمدادات المياه.

## أنواع الممرات المائية الاصطناعية
تُعد الملاحة عبارة عن سلسلة من القنوات التي تجري بشكل موازِ تقريبًا للوادي وتيار القاع لنهر غير مُستفاد منه. تتقاسم الملاحة دائمًا حوض التصريف للنهر. تستخدم السفينة الأجزاء الهادئة من النهر نفسه بالإضافة إلى التحسينات التي تعبر نفس التغييرات في الارتفاع.
القناة الحقيقية هي قناة تتقاطع مع قناة صرف متفرعة، ما يجعلها قناة صالحة للملاحة تربط بين حوضي تصريف مختلفين.
كانت معظم القنوات ذات الأهمية التجارية في النصف الأول من القرن التاسع عشر قليلة العدد، إذ استُخدمت الأنهار في الامتدادات الطويلة، وتقسيم قنوات العبور في مناطق أخرى. هذا صحيح بالنسبة للعديد من القنوات التي لا تزال قيد الاستخدام إلى الآن.

## المنشآت المستخدمة في الممرات المائية الاصطناعية
تستخدم كل من الملاحات والقنوات منشآت هندسية لتحسين الملاحة:
- الهدارات والسدود لرفع مناسيب مياه النهر إلى أعماق صالحة للاستعمال.
- حلقات الهبوط لإنشاء قناة أطول وأكثر لطفًا حول امتداد من المنحدرات أو الشلالات.
- الأهوسة للسماح للسفن والصنادل بالصعود/ الهبوط.
- يصعب بناء القنوات كثيرًا وغالبًا ما تحتاج إلى تحسينات إضافية، نظرًا لأنها تتقاطع مع قناة صرف متفرعة، مثل: الجسور والقنوات لحجز المياه في الجداول والطرق، والممرات للاحتفاظ بالمياه في القناة.

## أنواع القنوات
يُوجد نوعان رئيسيان من القنوات:
الممرات المائية: تُستخدم القنوات والملاحات في حمل السفن التي تنقل البضائع والأشخاص. يُمكن تقسيمها فرعيًا إلى نوعين:
تلك التي تربط البحيرات والأنهار والقنوات الأخرى أو البحار والمحيطات الموجودة.
تلك المرتبطة بشبكة المدينة، مثل: قناة غراندي وغيرها من القنوات الأخرى في البندقية بإيطاليا؛ قنوات أمستردام أو أوترخت والممرات المائية في بانكوك.
القنوات المائية: تُستخدم قنوات إمدادات المياه في نقل وتوصيل المياه الصالحة للشرب للاستهلاك البشري والاستخدامات المحلية وقنوات الطاقة المائية والري الزراعي.

## أهميتها
كانت القنوات تاريخيًا ذات أهمية ضخمة للتجارة وتنمية ونمو وحيوية الحضارة. حملت قناة ليهاي في عام 1855 أكثر من 1.2 مليون طن من فحم الإنتراسيت. أوقفت الشركة التي قامت ببنائها وتشغيلها على مدار قرن من الزمن نشاطها، بحلول الثلاثينيات من القرن الماضي. القنوات القليلة التي لا تزال قيد التشغيل في عصرنا الحديث هي جزء صغير من الأعداد التي دعمت النمو الاقتصادي ومكنته من قبل، وكانت في الواقع من الناحية العملية شرطًا أساسيًا لزيادة التحضر والتصنيع. يصعب نقل المواد الخام السائبة، مثل: الفحم والخامات بأسعار معقولة هامشيًا دون الحاجة إلى نقلها في المياه. دعمت هذه المواد الخام التطورات الصناعية وصناعة التعدين الجديدة الناتجة عن الزيادة الدوامية لاستخدام الآلة منذ القرن 17 وحتى القرن 20، ما أدى إلى مجالات بحثية جديدة وتدرج في الصناعات والاقتصاديات الجديدة ورفع مستوى المعيشة لأي مجتمع صناعي.

## المدن على المياه
تُعرف القنوات باسم البندقية لدرجة أن العديد من مدن القناة أُطلق عليها اسم »بندقية... .«بُنيت المدينة على جزر مستنقعية، باستخدام خوازيق خشبية داعمة للمباني، بحيث تكون اليابسة من صنع الإنسان وليس من الممرات المائية. تمتلك الجزر تاريخًا طويلًا من الاستيطان. كانت البندقية مدينة في دولة قوية، بحلول القرن الثاني عشر.
بُنيت أمستردام بطريقة مماثلة، وهي مباني على خوازيق خشبية. أصبحت مدينة في عام 1300. بُنيت العديد من قنوات أمستردام كجزء من التحصينات، والتي أصبحت قنوات عندما توسعت المدينة وبُنيت المنازل بجانب الماء.
تشمل المدن الأخرى التي بها شبكات قنوات شاملة: ألكمار وامرسفورت وبولسوارد وبريله ودلفت وسانت- هيرتوجنبوش ودوكوم ودوردريخت وإنكهاوزن وفرانيكير وخاودا وهارلم وهارلمان وهارلينجن وليوواردين وليدن وسنيك وأوترخت في هولندا؛ بروج وجنت في الإقليم الفلامندي، بلجيكا؛ برمنغهام في إنجلترا؛ سانت بطرسبرغ في روسيا؛ أفيرو في البرتغال؛ هامبورغ وبرلين في ألمانيا؛ فورت لاودردال وكيب كورال في فلوريدا، الولايات المتحدة ولاهور في باكستان.
تُعد مدينة ليفربول البحرية التجارية أحد مواقع التراث العالمي التابعة لليونسكو بالقرب من وسط ليفربول، إنجلترا، حيث يُطور الآن نظام من الممرات المائية وأحواض السفن المتشابكة للاستخدام السكني والترفيهي بشكل أساسي.
تُعد ممتلكات القناة (المعروفة باسم بايو) أحد أشكال التقسيمات الفرعية الشائعة في مدن، مثل: ميامي وفلوريدا وتكساس سيتي وتكساس وغولد كوست، كوينزلاند؛ تمتلك غولد كوست أكثر من 700 كيلومتر من القنوات السكنية. الأراضي الرطبة هي مناطق يصعب بناء العقارات السكنية عليها، لذا فإن تجريف جزء من الأراضي الرطبة وصولاً إلى قناة صالحة للملاحة يوفر ردمًا لبناء جزء آخر من الأراضي الرطبة فوق منسوب الفيضان للمنازل. تُبنى الأراضي بإشارة إصبع ما يوفر تخطيطًا لضواحي الشوارع من وحدات سكنية على الواجهة البحرية.

## القوارب
يكون غالبًا للقنوات الداخلية قوارب مصممة خصيصًا لها. القارب الضيق البريطاني مثال على ذلك، والذي يصل طوله إلى 72 قدمًا (21.95 مترًا) وعرضه 7 أقدام (2.13 مترًا) وبُني في الأصل لقنوات ميدلاند البريطانية. يكون العامل المحدد في هذه الحالة هو حجم الأهوسة. هذا أيضًا هو العامل المحدد في قناة بنما حيث كانت حدود السفن المسموح لها بعبور قناة بنما محدودة بطول 289.56 مترًا (950 قدمًا) وكمرة بطول 32.31 مترًا (106 قدمًا) حتى 26 يونيو عام 2016 عندما سُمح بفتح الأهوسة الكبرى لمرور السفن الكبرى بحدود جديدة. أما العامل المحدد للسفن المسموح لها بعبور قناة السويس المبنية بدون أهوسة هو قيد التعديل عمومًا، والذي يقتصر على 16 م (52.5 قدم). على جانب آخر، اقتصرت قنوات القوارب الحوضية، مثل قناة بود على القوارب التي تقل حمولتها عن 10 أطنان بالنسبة لجزء كبير من طولها نظرًا لقدرة طائراتها المائلة أو روافع القوارب. تمتلك معظم القنوات حدودًا للارتفاع تفرضها إما الجسور أو الأنفاق.

## قوائم القنوات

### أوروبا
- قنوات فرنسا.
- قنوات أمستردام.
- قنوات ألمانيا.
- قنوات أيرلندا.
- قنوات روسيا.
- قنوات المملكة المتحدة.
- قناة باكا الكبرى (صربيا).

## أمريكا الشمالية
- قنوات كندا.
- قنوات الولايات المتحدة الأمريكية.

## أمثلة
- قناة السويس
- قناة الدانوب - البحر الأسود
- قناة بنما

## قناة إتصال
- قناة إتصال (انظر نظرية المعلومات).